# Giertank

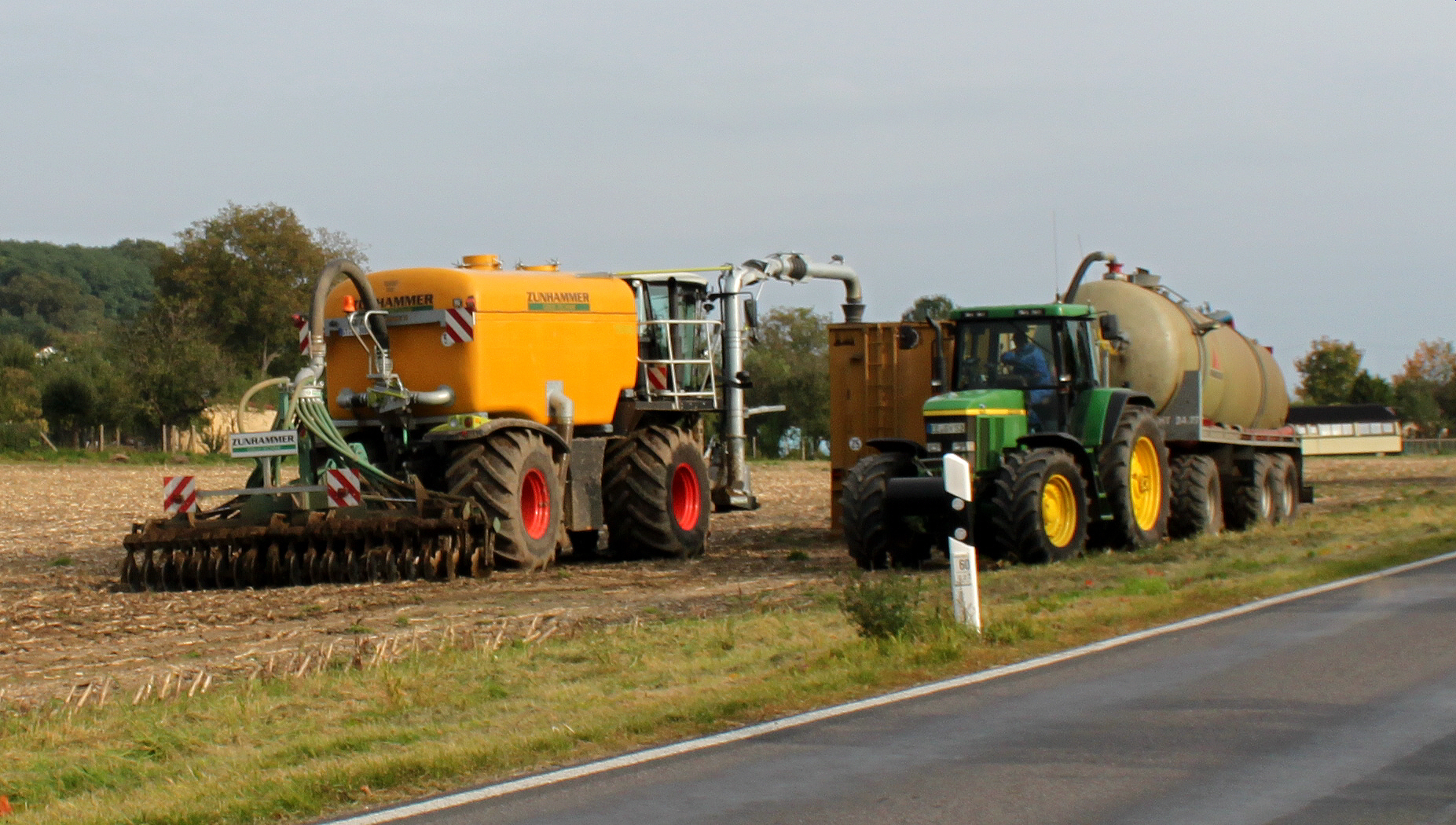
Links een zelfrijdende mesttank met twee assen en een zuigarm. De machine vult zijn giervat uit een mestcontainer. Rechts een drieassige mesttank met draaikrans bovenop de voorste as die de mestcontainer bijvult.

Een gier- of (drijf- of meng)mesttank, ook wel beer- of aalton genoemd, is een landbouwwerktuig om vloeibare mest (gier, drijfmest of digestaat) uit de opslagplaats te halen en deze, na transport naar het veld, eventueel al rijdend over het veld te verdelen. In principe is het werktuig niets anders dan een tankaanhangwagen, tankoplegger of tankauto voorzien van een mestpomp en eventueel een verspreidingswerktuig. Een mesttank zonder verspreidingswerktuig, zoals afgebeeld in figuur I, kan de drijfmest enkel transporteren en niet verspreiden over de akker. Om die reden zijn de meeste mesttanks standaard uitgerust met een verspreidingswerktuig dat toelaat om met vloeibare mest bouw- of grasland te bemesten. De mesttank inclusief een verspreidingswerktuig wordt een (meng)mest- of gierverspreider, ook wel mengmestcombinatie genoemd.

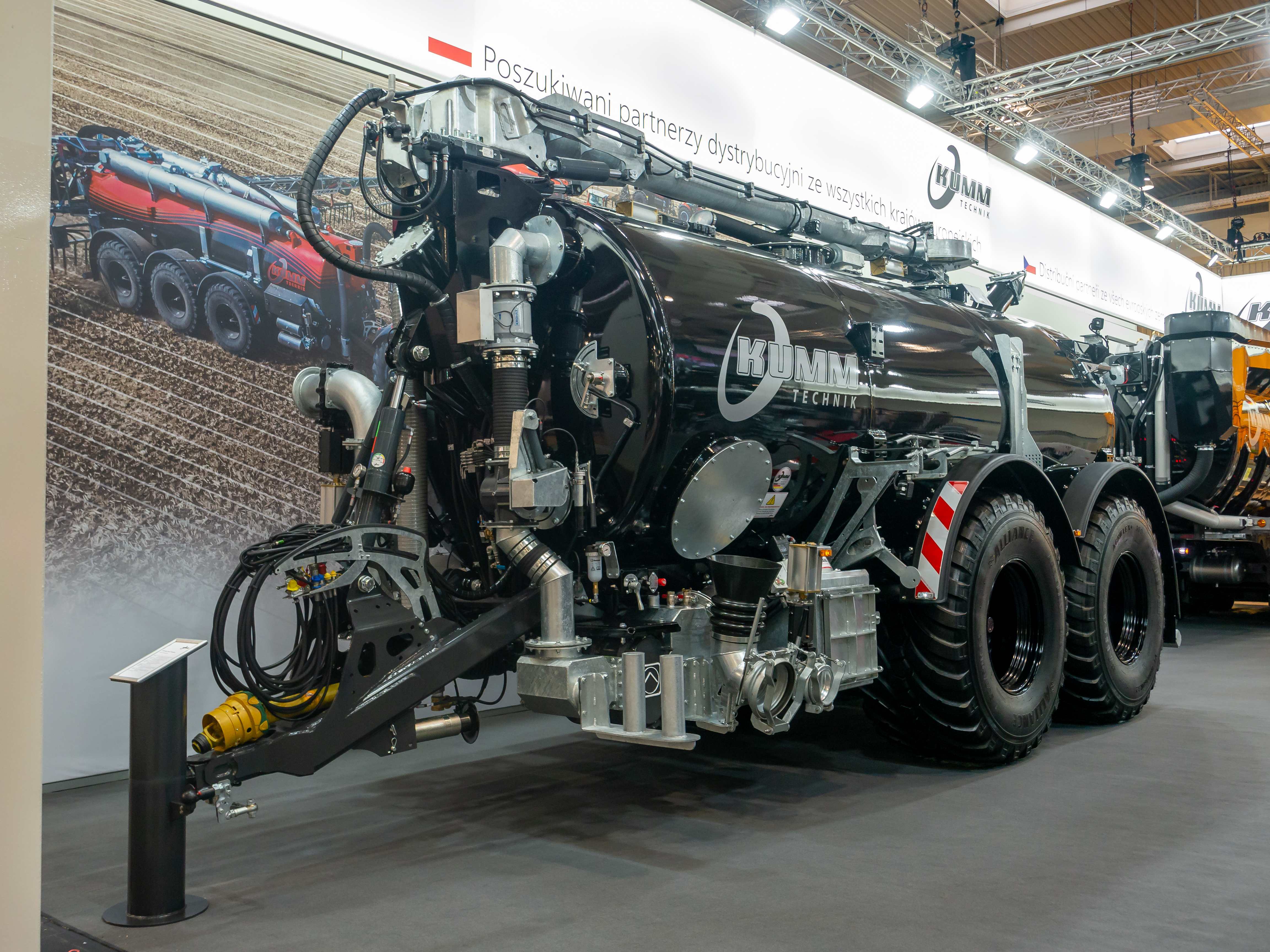
Tandem mesttank met zuigarm bovenop het giervat, ook wel rugzuigarm genoemd

Vloeibare mest afkomstig uit gierkelders van veehouders afkomstig van een biogasinstallatie wordt in het voorjaar opgepompt voor het bemesten van weides, braakliggende akkers, of akkers met een vanggewas. In het najaar worden geoogste akkers vaak opnieuw bemest met een mesttank, waarna een groenbemester op de akker wordt ingezaaid. Daarnaast wordt de mesttank regelmatig ingezet tussen de verschillende maaibeurten van grasland. Landbouwers, vooral veetelers, hebben dikwijls een mesttank in eigen bezit. De aankoop is financieel verantwoord omdat het werktuig veelvuldig in het jaar wordt gebruikt. Echter wordt er ook geregeld beroep gedaan op loonwerkers om het bemesten van grote oppervlakken sneller te doen verlopen. In plaats van dat de landbouwer telkens van de mestput naar de akker moet rijden, voorziet de loonwerker vaak een tweede mesttank die instaat voor het transport terwijl de andere mesttank op de akker blijft. Om de continuïteit van het bemesten nog verder te verbeteren kan een mestcontainer worden gebruikt aan de rand van het veld, zoals getoond in figuur II. Deze container, met een groot volume, fungeert als buffer tussen de mesttank die instaat voor het transport en de mesttank die verantwoordelijk is voor het bemesten van het land.

Landbouwmachines komen hoofdzakelijk in drie uitvoeringen voor: zelfrijdend, getrokken of gedragen. Zelfrijdende landbouwmachines hebben een eigen motor die zorgt voor de voortbeweging van de machine. Getrokken of gedragen landbouwmachines vereisen een trekker of tractor om voort te bewegen. Een mesttank komt enkel in een zelfrijdende en getrokken uitvoering voor, al kan een sleepslangbemester worden beschouwd als een soort gedragen mestverspreider.

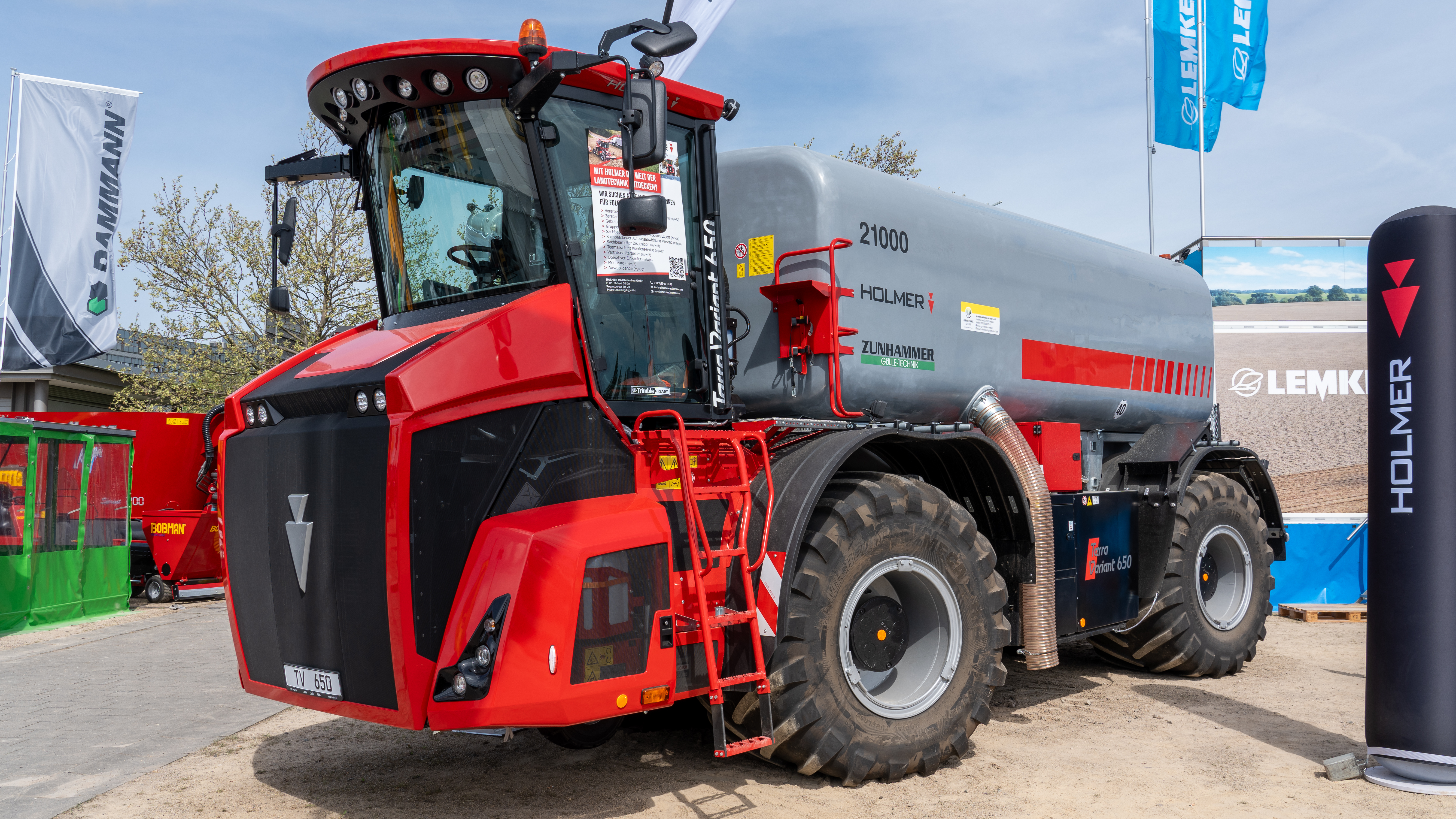
Zelfrijdende mesttank met twee assen
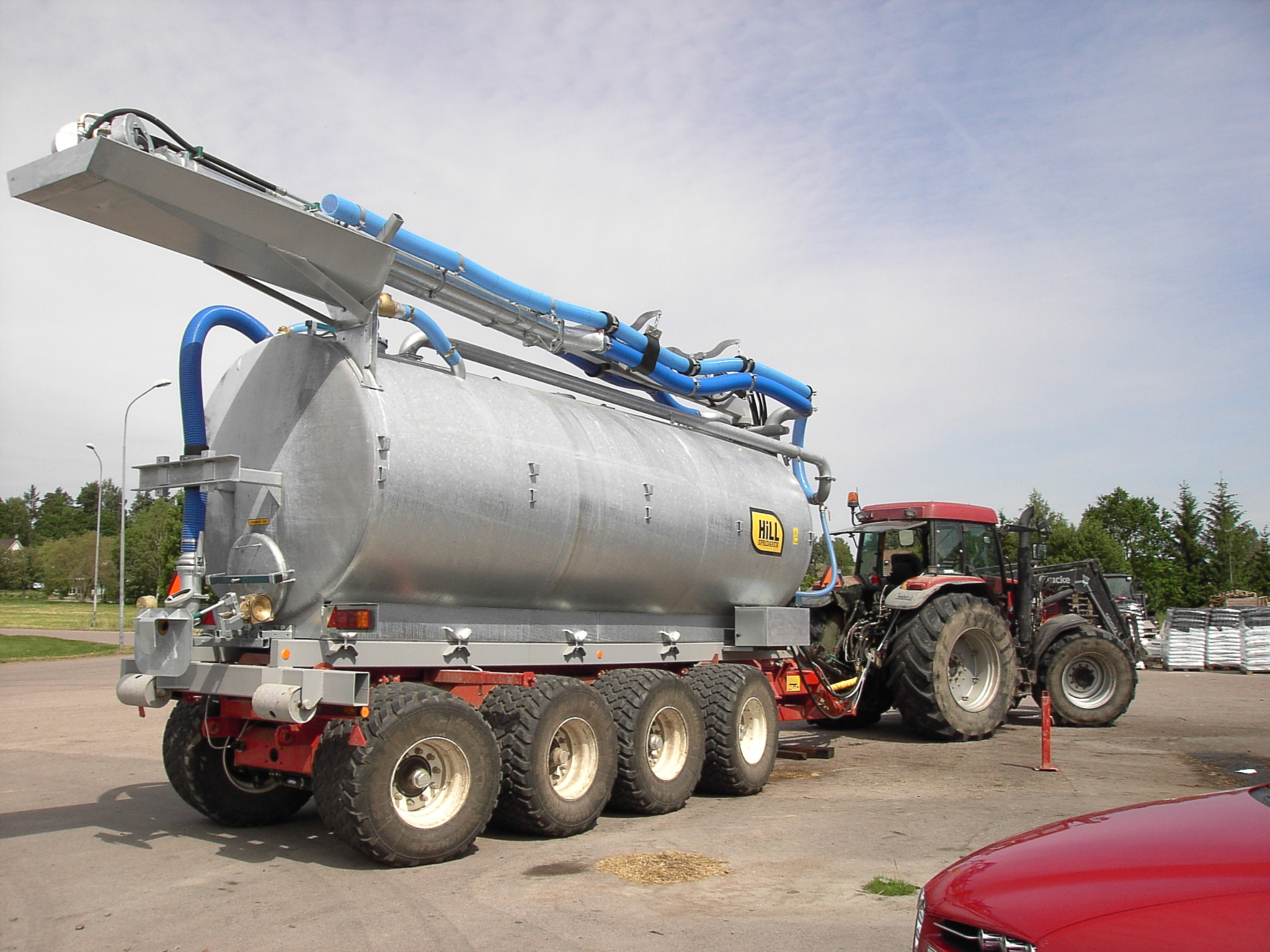
Vierassige getrokken mesttank met rugzuigarm
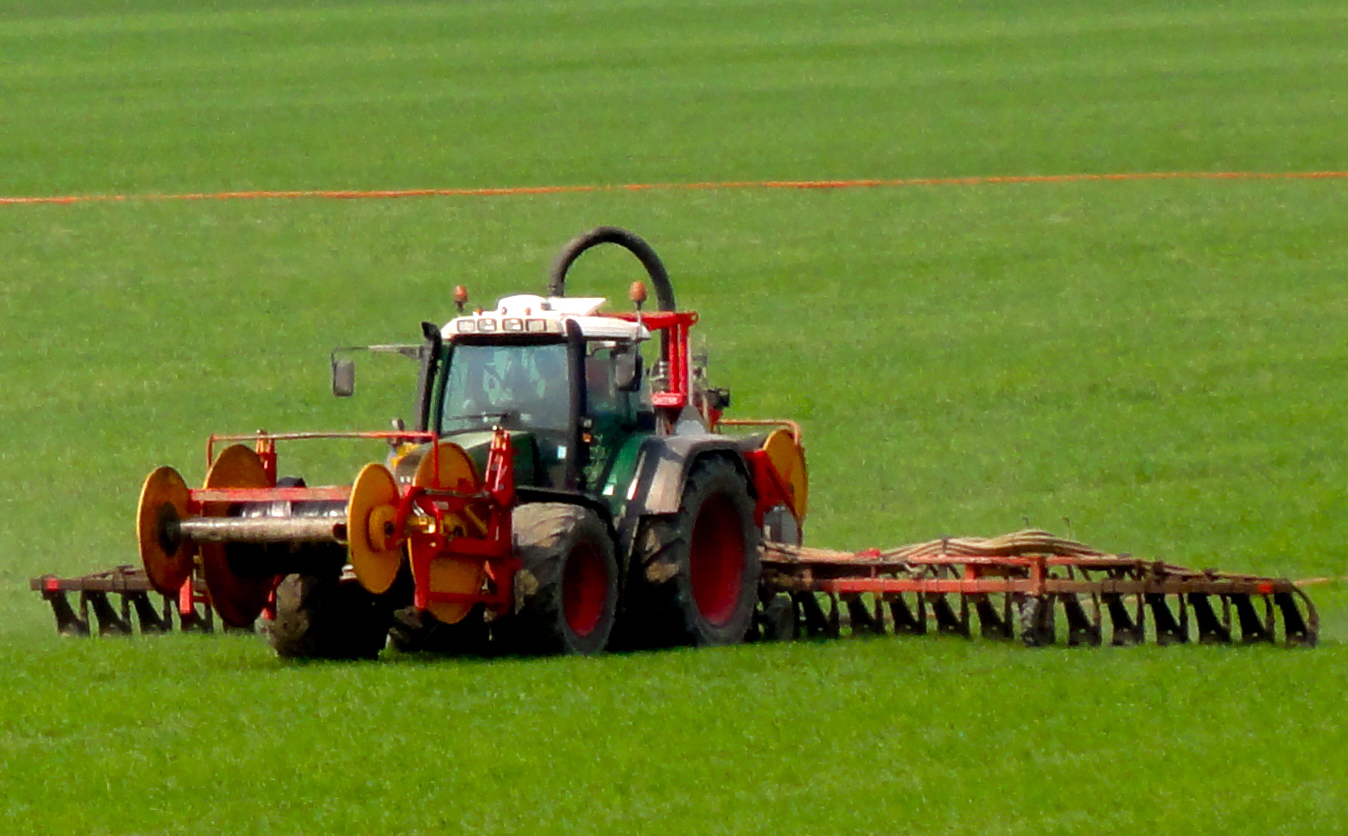
Gedragen mestverspreider; sleepslangbemester

## Mesttank als aanhangwagen of zelfrijder

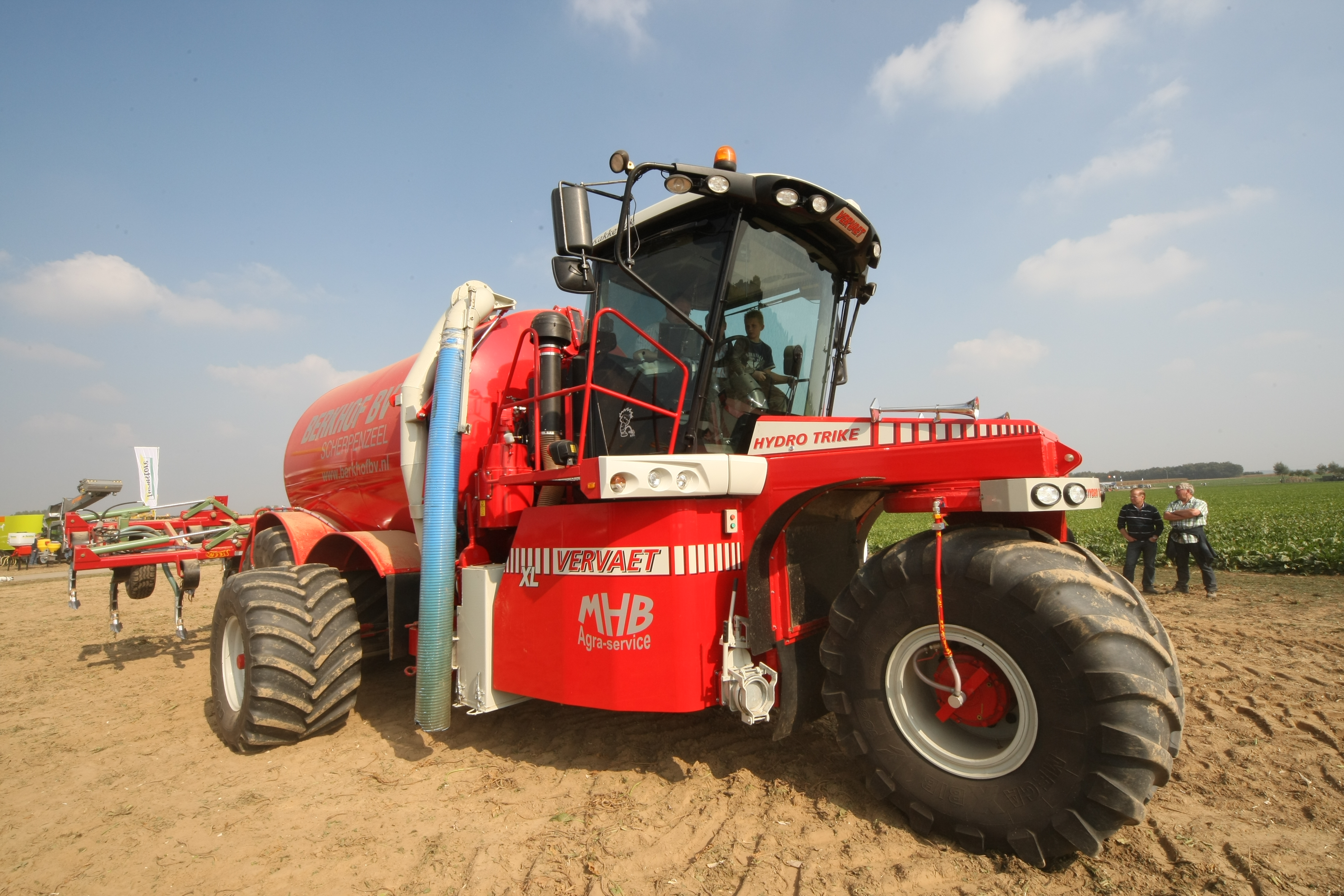
Zelfrijdende mesttank met drie assen waaronder een uitschuifbare middenas

Een mesttank uitgevoerd als een aanhangwagen of zelfrijdend bevat logischerwijs een giervat waarin de drijfmest wordt vervoerd. De tankinhoud van het giervat wordt in grote mate bepaald door het aantal assen. Kleinere, enkelassige mesttanks hebben bijvoorbeeld een inhoud van achtduizend liter. Mesttanks met twee, drie of zelfs vier assen kunnen veel grotere volumes vervoeren. Meerdere twee- of drieassige mesttanks kunnen worden gekoppeld, waardoor een totale inhoud van meer dan 60 duizend liter mogelijk is. Een mesttank uitgevoerd als aanhangwagen is vaak uitgevoerd met een draaikrans bovenop de voorste as. Zo’n mesttank met draaikrans is vooral geschikt voor wegtransport, terwijl het eigenlijke bemesten eerder gebeurt met een mesttank waarbij alle assen zich achter elkaar bevinden. In het geval dat een mesttank een dubbele as heeft zonder draaikrans, waarbij de twee assen direct achter elkaar zijn geplaatst, is er sprake van een tandem mesttank. Mesttanks met een twee, drie of vier assen zijn vaak uitgerust met één of meerdere gestuurde assen. Dit betekent dat de wielen op de stuuras meedraaien met het trekkende voertuig. Een stuuras zorgt voor een aanzienlijke vermindering van bandenslijtage en vermindert de torsie op het gehele voertuig bij het nemen van scherpe bochten. Daarnaast wordt het uitvoeren van krappe manoeuvres een stuk eenvoudiger. Wanneer de mesttank wordt gebruikt voor het bemesten van landbouwgrond, heeft de machine vaak brede banden (al dan niet met een drukwisselsysteem om de bandenspanning te kunnen variëren), zodat het gewicht beter over het grondoppervlak wordt verdeeld. Andere manieren om spoorvorming op de akker te minimaliseren, zijn onder meer het gebruik van uitschuifbare wielen of het rijden in hondengang, zoals getoond in figuur III.

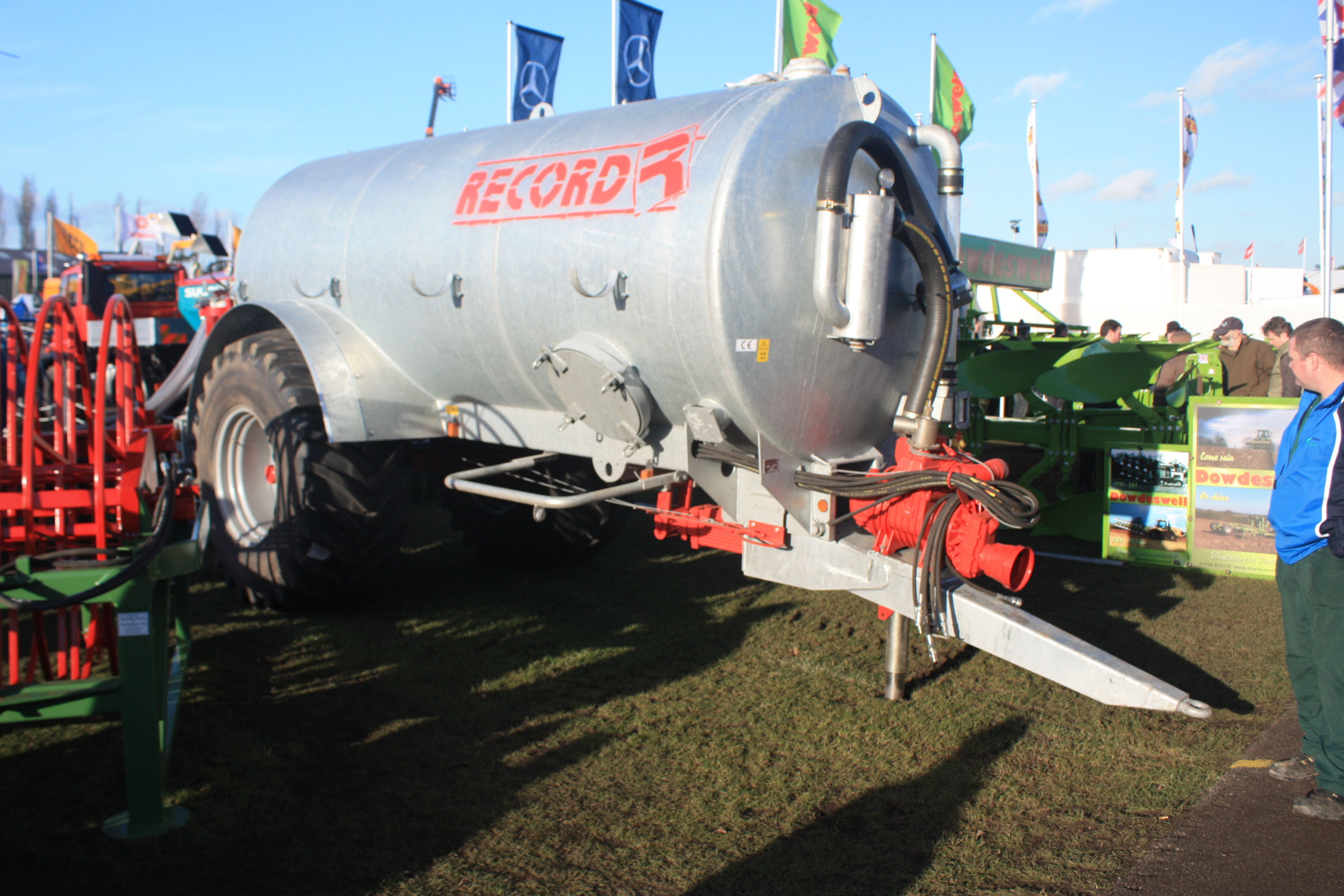
Enkelassige mesttank met op de dissel een rode vacuümpomp en daarboven een doorzichtige kijkbuis die dienst doet als analoge niveau-indicator

### Giervat en pompsysteem

#### Mesttransport in en uit de tank
Een mesttank bevat altijd aansluitingen waarlangs de vloeibare mest de tank binnenkomt of verlaat. Indien de mesttank de gier of drijfmest zelf wil kunnen aanzuigen en wegpompen, zonder gebruik te maken van een externe mestpomp, moet de mesttank uitgerust zijn met een pompsysteem. Er zijn verschillende technieken beschikbaar om de vloeibare mest te verpompen.

##### Opvullen
In de meeste gevallen slaan veehouders de vloeibare uitwerpselen van hun dieren op in een mestput. De mengmest die de landbouwer wenst te gebruiken als bemesting op het land, moet nu worden getransporteerd van de mestput naar de tank. Dit kan handmatig gebeuren door de zuigslang van de mestput aan de mesttank te koppelen. Anderzijds kan een beweegbare (rug)zuigarm op de mesttank de drijfmest zelf opzuigen. Een (rug)zuigarm wordt ook gebruikt om de mesttank op te vullen vanuit een andere mesttank die instaat voor het transport van en naar het veld. Het vermogen voor de pomp bij een getrokken mesttank wordt geleverd door de aftakas van de tractor, en bij een zelfrijdende mesttank door de dieselmotor. Twee soorten pompen worden gebruikt om een mesttank op te vullen: volumetrische pompen en vacuümpompen. Bij een volumetrische pomp zoals een monopomp of een lobbenpomp wordt de vloeibare mest door de pomp zelf naar de mesttank verplaatst. Een vacuümpomp zoals een schottenpomp, daarentegen, pompt de lucht uit de tank waardoor de vloeibare mest in de mesttank wordt gezogen. Een speciaal geval van de vacuümpomp is de ejector. Een mesttank met een vacuüm-ejector, verder uitgelicht in de eerste externe link, gebruikt een klein overgebleven volume vloeibare mest om de mesttank via het venturi-effect op te vullen. Een optionele turbo-vuller kan grote volumes vloeibare mest sneller aanzuigen. Mesttanks zijn ook vaak uitgerust met een snijfilter, waarvan de werking wordt getoond in de tweede externe link. Dit onderdeel, ook wel snijkast of mestvoorsnijder genoemd, zorgt voor de verkleining van grote partikels in de vloeibare mest die verstopping bij het ledigen van de mesttank kunnen veroorzaken. Anderzijds dient de snijfilter ook als zeef om vreemde objecten zoals stenen die beschadigingen binnenin de mesttank kunnen aanrichten, tegen te houden.

##### Leegmaken
Om de vloeibare mest weer uit de tank te krijgen wordt de pomp die instond voor het opvullen van de tank opnieuw aangesproken. In het geval van een vacuümpomp wordt een overdruk in de tank gecreëerd die de vloeibare mest naar buiten dringt. Bij volumetrische pompen zorgen kleppen ervoor dat de pomp de mest nu naar buiten pompt in plaats van naar binnen. Ook een centrifugaalpomp kan gebruikt worden voor het ledigen van de mesttank. Via een (rug)losarm op de mesttank of mestoplegger kan een container of andere mesttank gemakkelijk worden gevuld, zonder dat de bestuurder de tractorcabine hoeft te verlaten.

### Verspreidingswerktuigen
Een verspreidingswerktuig achter op de mesttank is essentieel wanneer de vloeibare mest over het land moet worden verdeeld. De mesttank wordt in dit geval een (meng)mest- of gierverspreider, ook wel mengmestcombinatie genoemd. Het bemesten van de landbouwgrond kan plaatsvinden door middel van een uitspreidende techniek of een injecterende techniek. Een verspreidingswerktuig brengt de mest in beide gevallen van de tank naar het land via een van de volgende methodes.

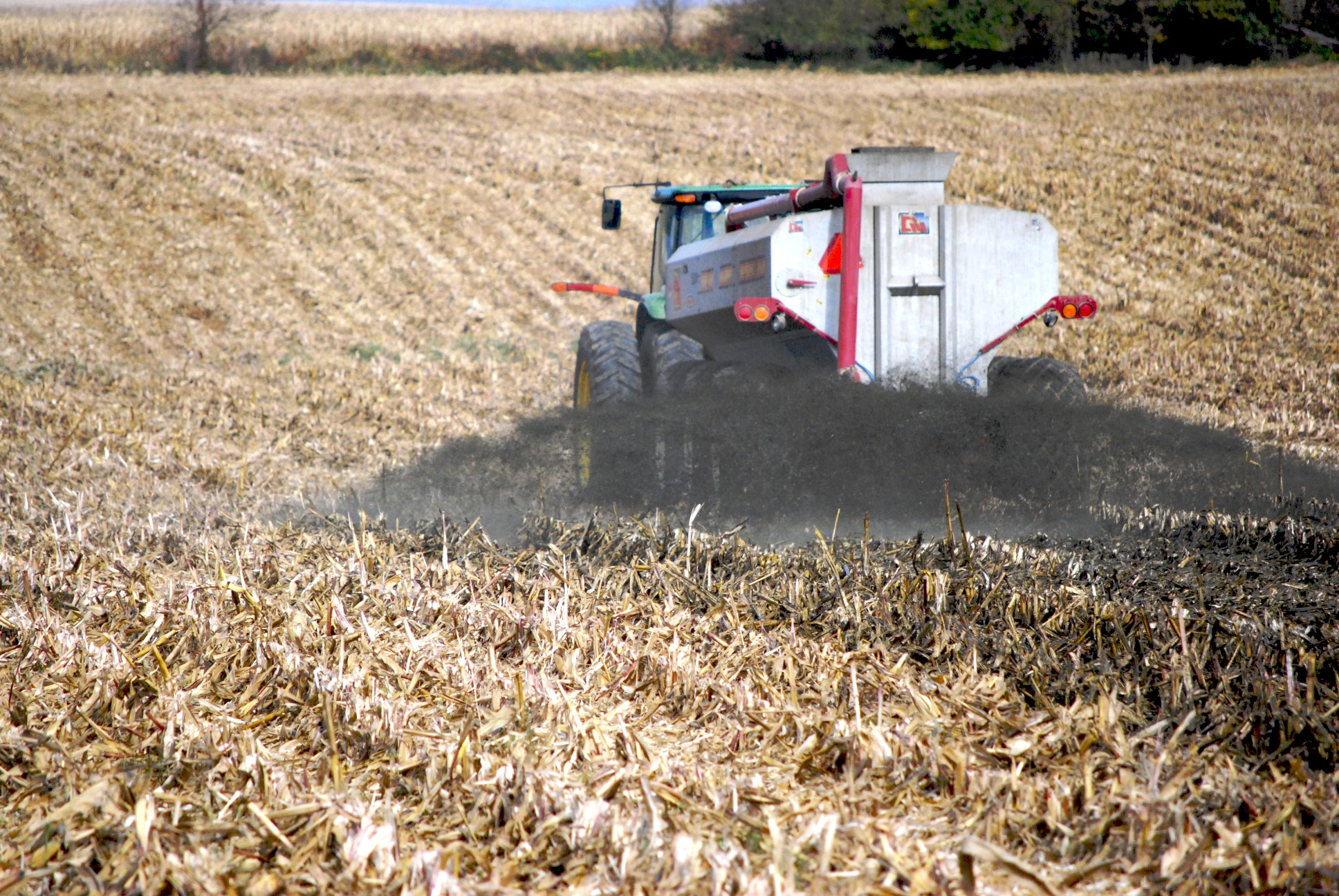
Drieassige mesttank met spreidplaat

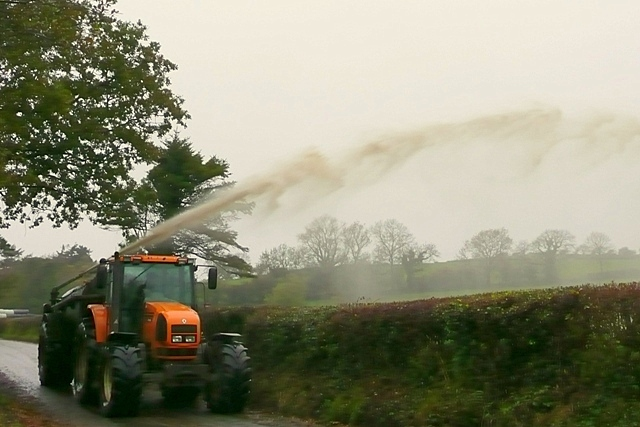
Enkelassige mesttank met verspreidingskanon

#### Breedwerpig uitspreiden
Het eenvoudigste systeem voor het toedienen van vloeibare mest aan een akker is het breedwerpig uitspreiden. Deze techniek voor het bemesten van bouw- of grasland wordt veel gebruikt en vereist geen mestverdeler, ook wel snijverdeler genoemd. Dit apparaat verdeelt de drijfmest vanuit de tank uniform naar de verschillende mestuitlaten, zoals de verschillende slangen bij een sleepslangenboom. Bij breedwerpig uitspreiden wordt de mest simpelweg door een opening achteraan of bovenaan de tank gepompt. Het verspreiden van drijfmest vanuit deze opening kan op verschillende manieren gebeuren.
Er kan gebruik gemaakt worden van een spreidplaat. Bij deze methode wordt de mest door een opening achteraan in de tank tegen een keerplaat, ook wel ketsplaat genoemd, gepompt. Door de hoge snelheid waarmee de mest op de spreidplaat terechtkomt, wordt een dunne laag mest over het land verdeeld. Afhankelijk van de vorm van de spreidplaat wordt de mest meer of minder naar de grond gericht en over een kleinere of grotere verspreidingsbreedte verdeeld.
De vloeibare mest kan ook via een pompsysteem met een verspreidingskanon bovenop de mesttank over het land worden verspreid. Deze techniek wordt vooral toegepast in bergachtige gebieden waar de mest in kleine hoekjes, over heggen of op berghellingen moet worden verspreid.

Een andere veelgebruikte techniek is de zwenkverdeler, afgebeeld in figuur IV. Deze verdeler verspreidt de mengmest met behulp van een holle keerplaat die continu een pendelbeweging van links naar rechts maakt. De techniek zorgt voor een verdeling met grote druppels op lage druk.

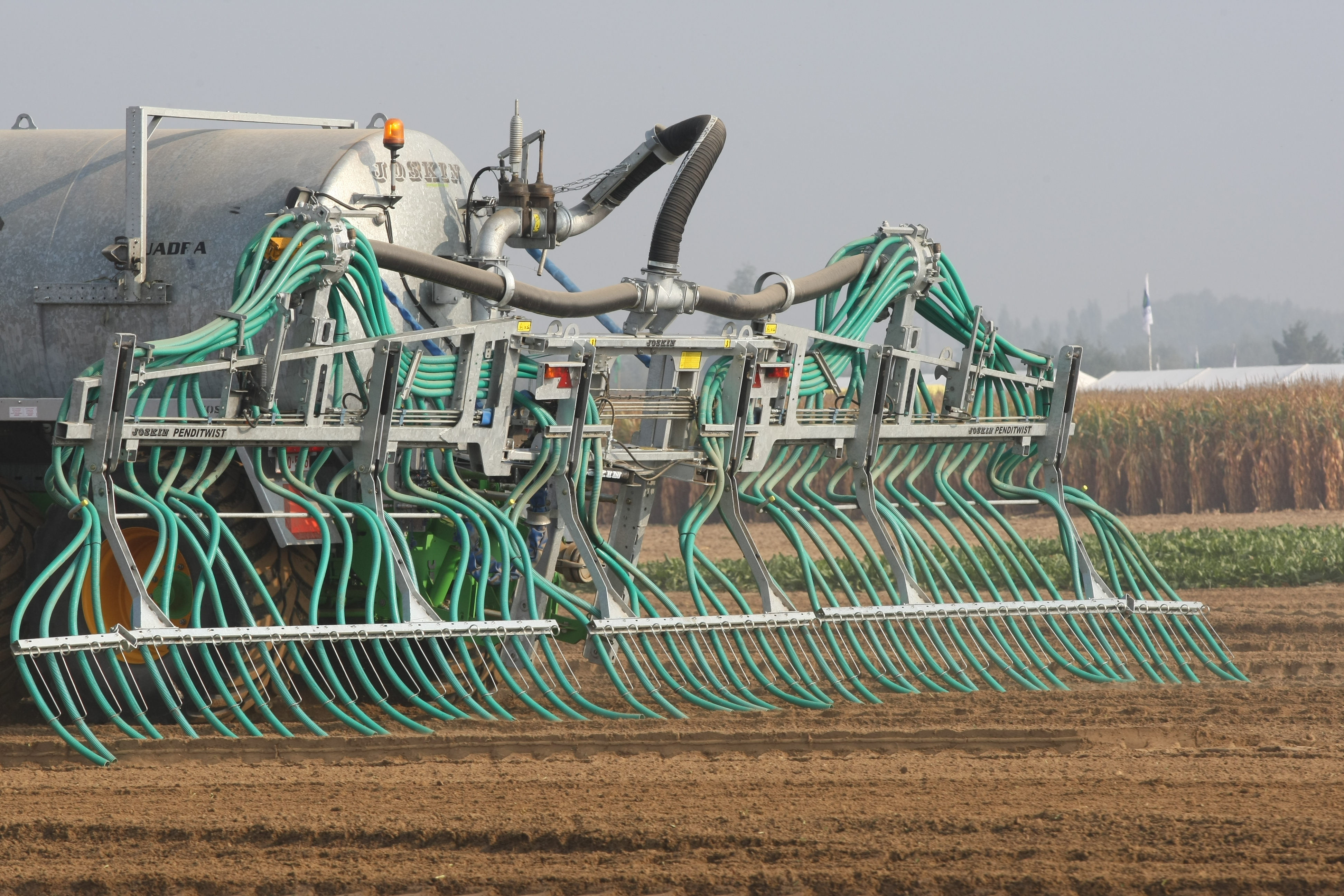
Sleepslangenboom; alle blauwe slangen vertrekken vanuit twee mestverdelers

#### Sleepslangenboom
Sleepslangenbomen hebben flexibele slangen die over de grond slepen en de vloeibare mest dicht bij het oppervlak toedienen. De techniek kan zowel op grasland als op akkerland worden toegepast. Bij de toediening op grasland bestaat het risico, vooral bij dikke rundveemest, dat de drijfmest niet optimaal door het gras kan worden opgenomen. De grootste werkbreedtes bij het bemesten aan de hand van een mesttank worden bereikt met dit type verspreidingswerktuig die de landbouwgrond tot wel 36 meter breed kan bemesten.

#### Sleufkouterbemester
Een sleufkouterbemester, ook wel sleepvoetbemester genoemd, kan worden beschouwd als een sleepslangboom waarbij de sleepslangenbomen onderaan van rubberen uitlopen, ook wel injectiemondstukken genoemd, zijn voorzien. Deze kunnen voorzien zijn van afsluiters die toelaten om de rubberen uitlopen per sectie dicht te knijpen. Op deze manier kan een perceel nauwkeurig worden bemest zonder overlapping. Elke rubberen uitloop wordt voorafgegaan door een bodemvolgend kouter, een soort bot mes, dat een ondiepe sleuf maakt waarin de mest wordt aangebracht. Eventueel kan de kouter op zijn beurt voorafgegaan worden door een fijne schijf. Dankzij deze techniek treedt vrijwel geen beschadiging op aan het bouw- of grasland. Voor de bemesting van grasland worden smalle kouters gebruikt, terwijl voor akkerland bredere kouters worden ingezet.

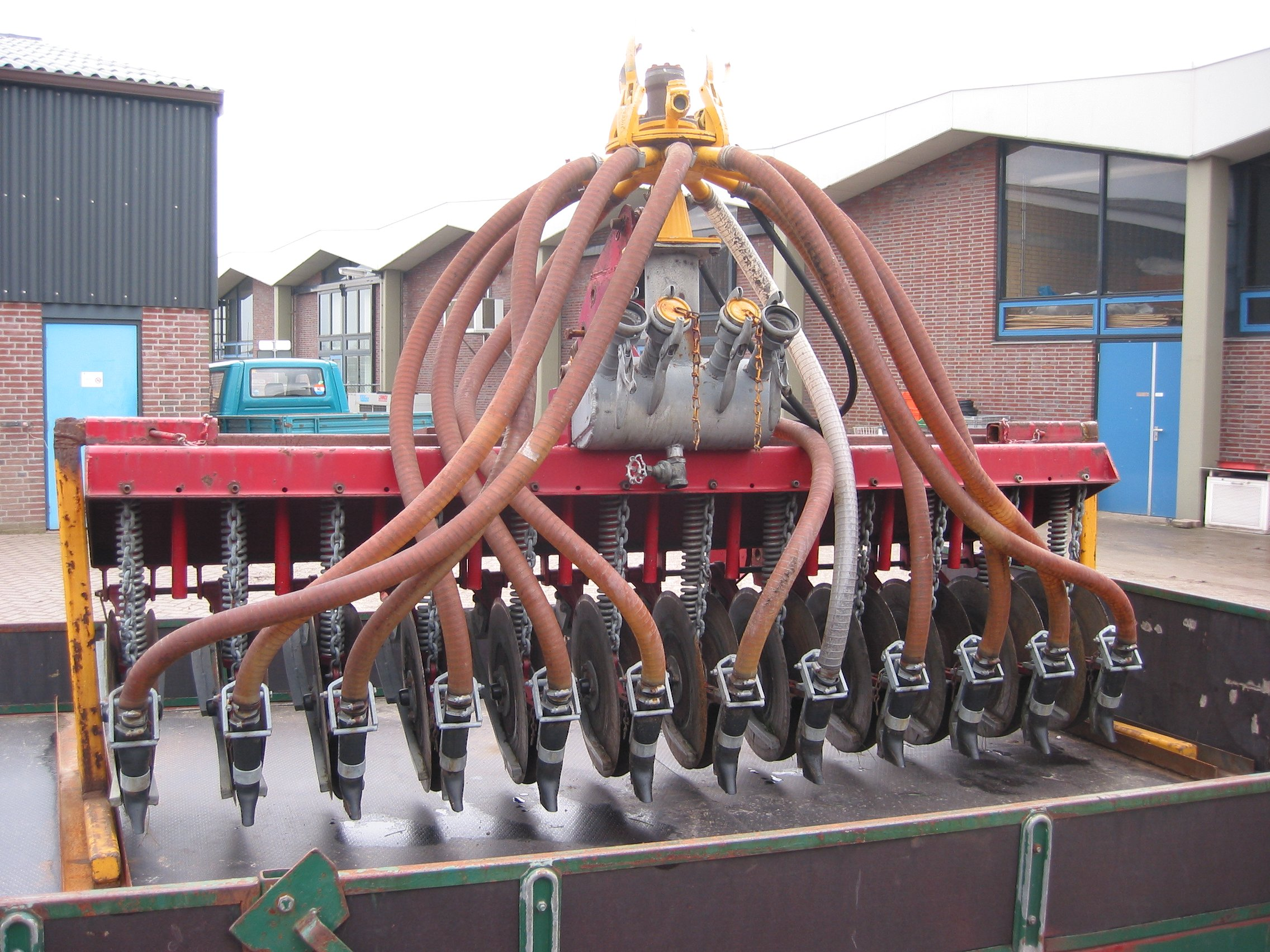
Zodebemester zonder kouters; een dubbele schijf maakt een snede waarin de vloeibare mest terechtkomt

#### Zodebemester
Een zodebemester kan worden beschouwd als een sleufkouterbemester waarbij de vloeibare mest dieper wordt ingewerkt. Het gebruik van (dubbele) schijven die de kouters voorafgaan is, door de diepere inwerking van de vloeibare mest, couranter dan bij een sleufkouterbemester. Deze schijven kunnen eventueel de kouters vervangen zoals weergegeven in figuur V. Achter deze schijven wordt de drijfmest in de gemaakte sneden aangebracht zoals getoond in de laatste externe link. Een zodebemester wordt gebruikt om mest te injecteren zonder veel schade toe te brengen aan de begroeiing op het land. De schijven snijden namelijk door de grond zonder de grond om te woelen.

#### Bouwlandbemester
Een bouwlandbemester is in principe een cultivator of schijveneg waarbij alle tanden of schuingeplaatste schijven aan de achterkant voorzien zijn van een slang. Via zo’n slang, afkomstig van de mestverdeler en lopend tot aan de voet van een tand of schuingeplaatste schijf, wordt de vloeibare mest in de grond geïnjecteerd. De mest komt op die manier in sleuven onder de grond terecht. De techniek is vooral geschikt voor het bemesten van niet-beteelde akkers, aangezien de bouwlandbemester de grond door zijn tanden of schuingeplaatste schijven openwerkt. De graszoden in een grasland of de gewassen op een akker zouden namelijk beschadigd raken door de tanden of schuingeplaatste schijven.

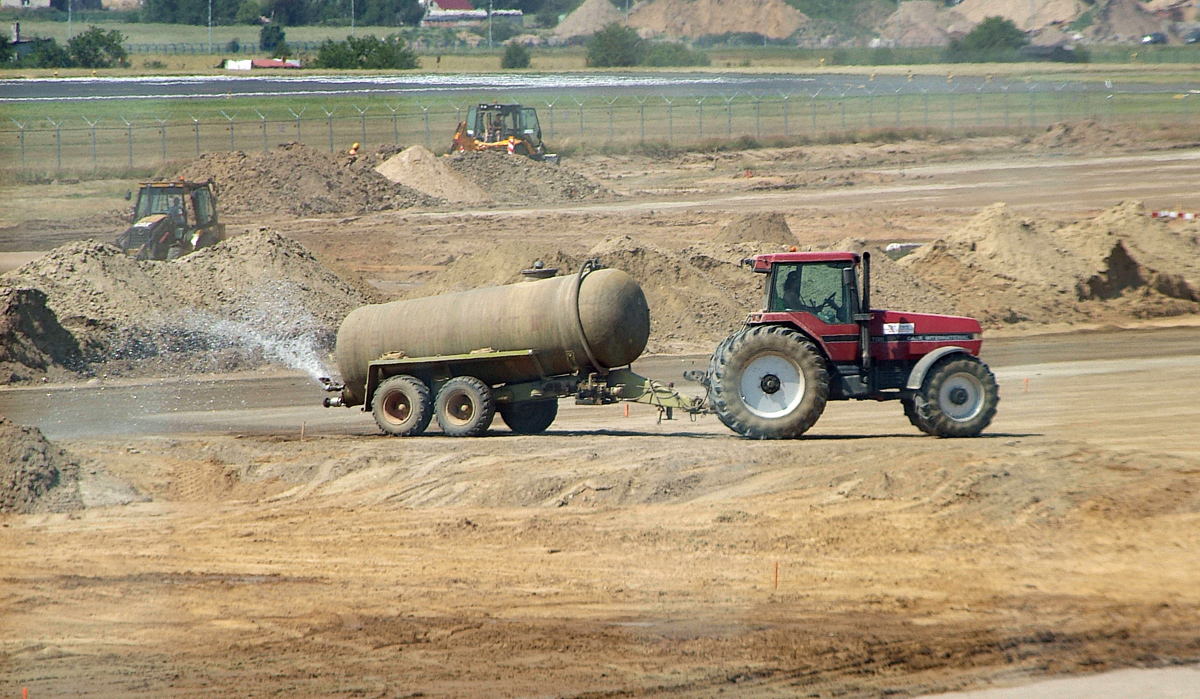
Tankaanhangwagen die een bouwplaats besproeit om zo stofvorming te vermijden

### Alternatief gebruik
Hoewel dit artikel een werktuig beschrijft dat in eerste instantie wordt gebruikt voor het verwerken van vloeibare mest – het is uiteindelijk een gier- of mesttank – in de landbouwsector, kunnen ook andere vloeistoffen met een mesttank worden verwerkt. Zo kan een mesttank, nu eigenlijk een tankaanhangwagen, tankoplegger of tankauto, door landbouwers worden ingezet om water te transporteren en er bijvoorbeeld gewassen mee te besproeien. Naast landbouwdoeleinden kan het werktuig in de winter zelfs worden ingezet om een natuurijsbaan te maken. Zodra er een vorstperiode aanbreekt, wordt de tank gevuld met water uit een sloot. Vervolgens rijdt de tank over bijvoorbeeld een atletiek- of skatebaan, waarbij het water met een verspreidingssysteem gelijkmatig op de baan wordt gesproeid. Het water bevriest vervolgens en kan regelmatig opnieuw worden aangebracht, zodat er een stevige ijslaag ontstaat die geschikt is om op te schaatsen. Ook in de bouwsector kan de machine van nut zijn door bijvoorbeeld een bouwplaats te besproeien met water waardoor opwaaiend stof wordt geminimaliseerd.

## Mestoplegger

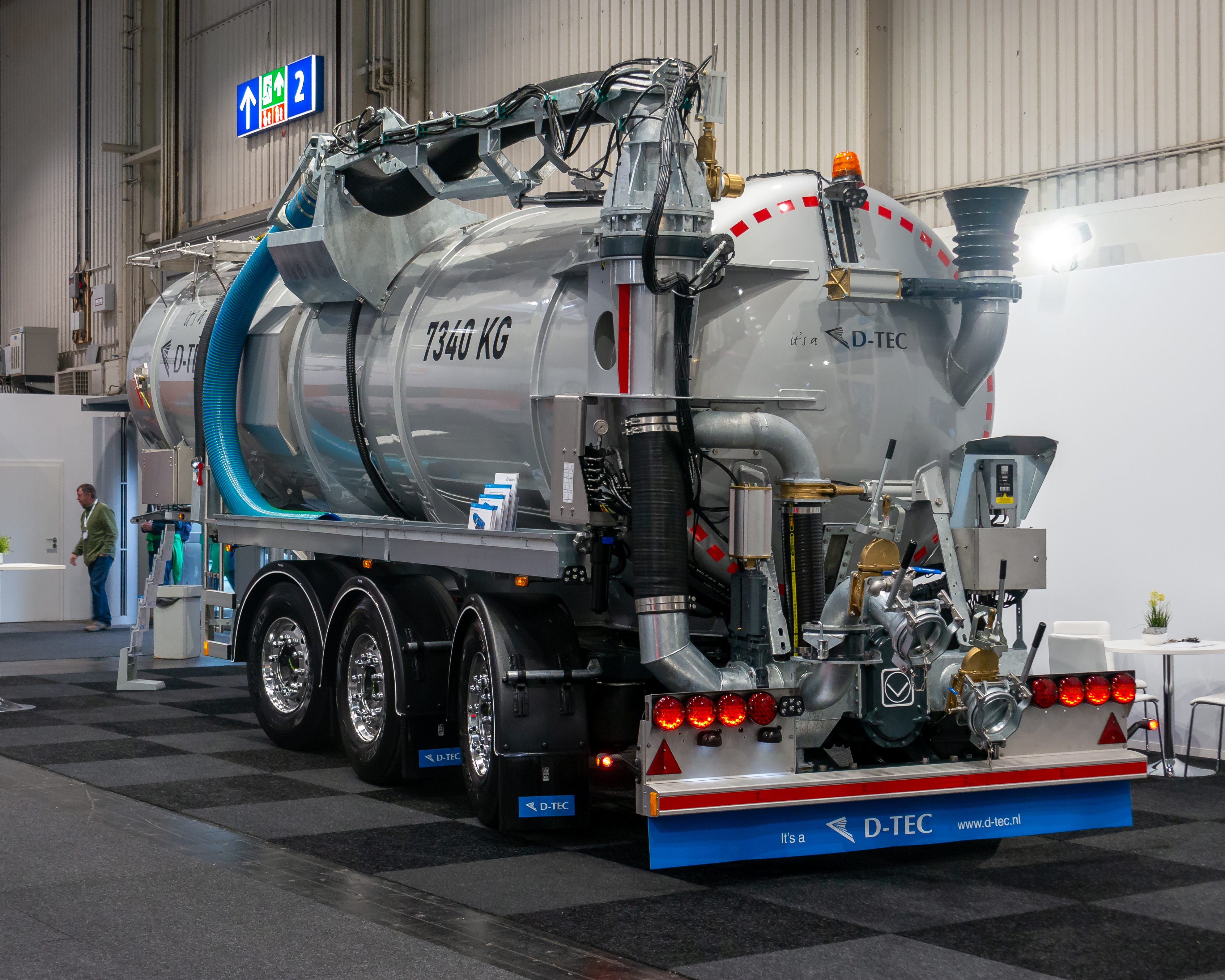
Tridem mestoplegger met rugzuigarm

Een mesttank die is uitgevoerd als een mestoplegger lijkt in grote lijnen op een mesttank die is uitgevoerd als een aanhangwagen. Het belangrijkste verschil zit in de koppeling met het trekkende voertuig. Een mesttank uitgevoerd als een aanhangwagen is uitgerust met een dissel; een mesttank uitgevoerd als een mestoplegger is uitgerust met een kingpin. De mestoplegger kan worden voortgetrokken door een vrachtwagen met een koppelschotel, of door een tractor met een dolly aanhanger. Door een dolly-aanhanger te koppelen aan een mestoplegger ontstaat er weer een mesttank die is uitgevoerd als een aanhangwagen, met een draaikrans bovenop de voorste as. Vaak wordt een mestoplegger gebruikt voor het transport tussen de mestput en de akker waardoor er zich achter op de mestoplegger meestal geen verspreidingswerktuig bevindt. Grote drie- of vierassige mestopleggers kunnen een inhoud tot wel 36 duizend liter hebben. Desalniettemin kan een mestoplegger, nu wel voorzien van een verspreidingswerktuig, ook gebruikt worden voor het bemesten van een akker. Dit vereist echter een aangepast bandprofiel voor zowel de vrachtwagen als de mestoplegger. In dit laatste geval is de mestoplegger vaak uitgevoerd met een zwanenhals, wat het mogelijk maakt om deze te koppelen aan bepaalde tractoren, zoals weergegeven in figuur VI.

## Galerij

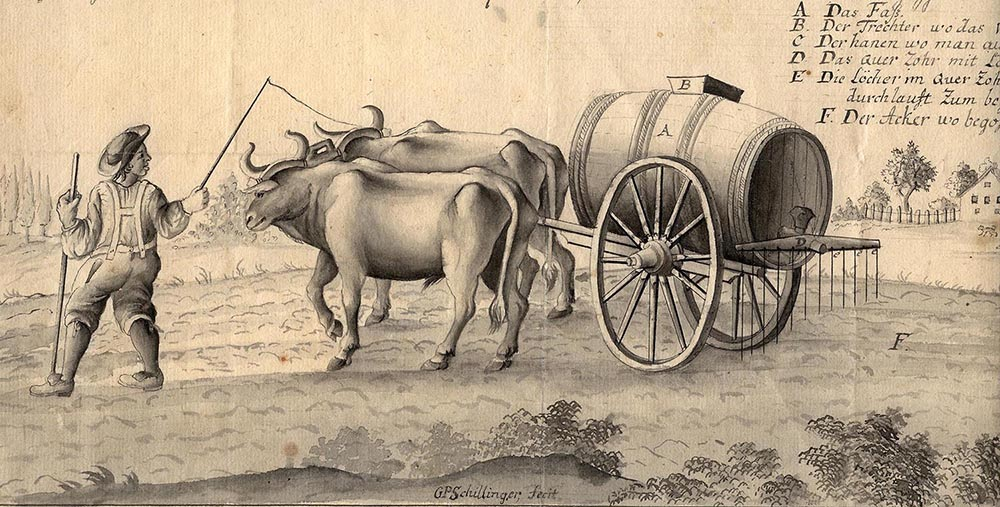
Enkelassige mesttank getrokken door twee ossen, naar Georg Peter Schillinger (1698–1774), timmerman in Öhringen.
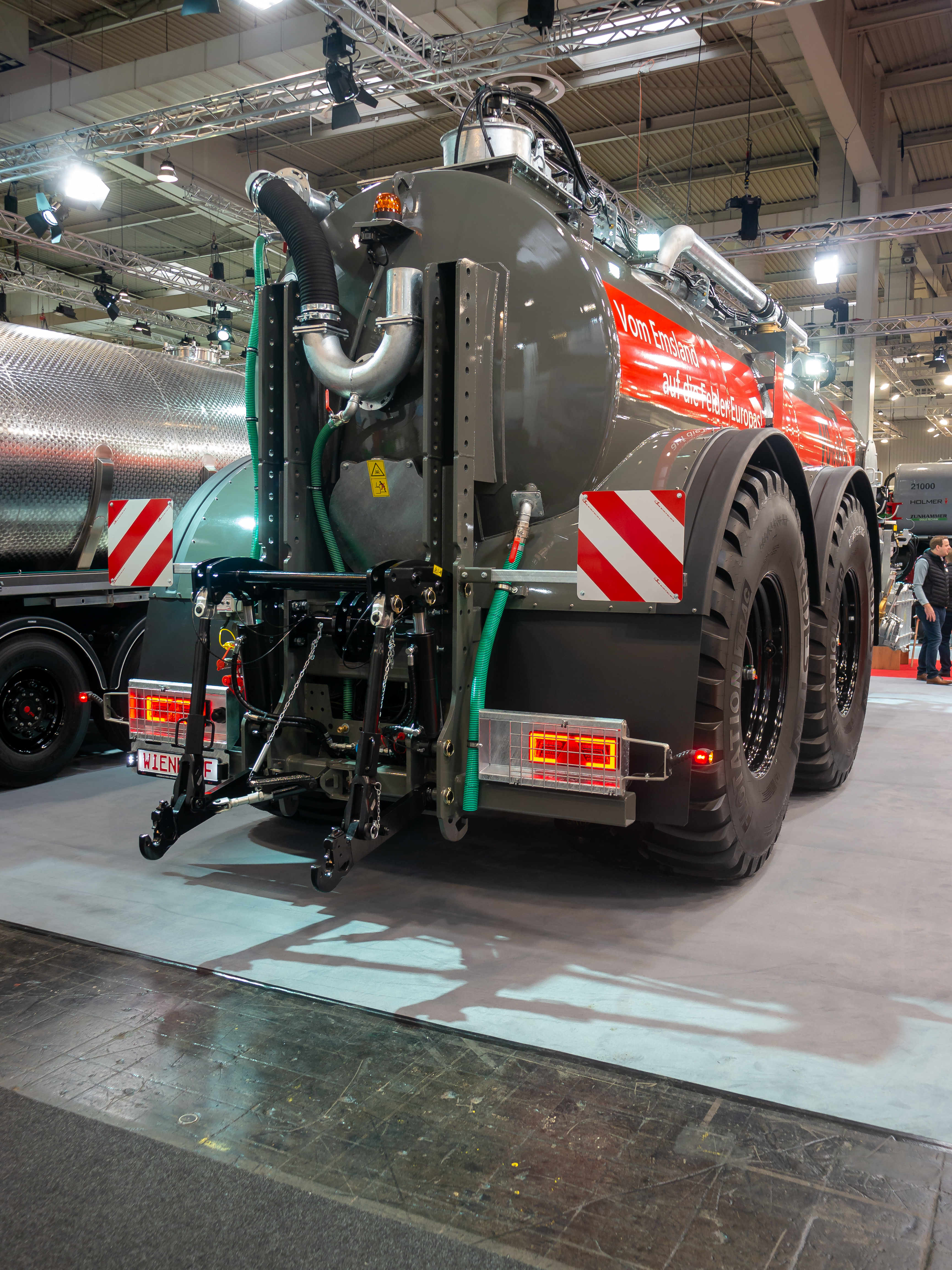
Figuur I: tandem mesttank zonder een verspreidingswerktuig
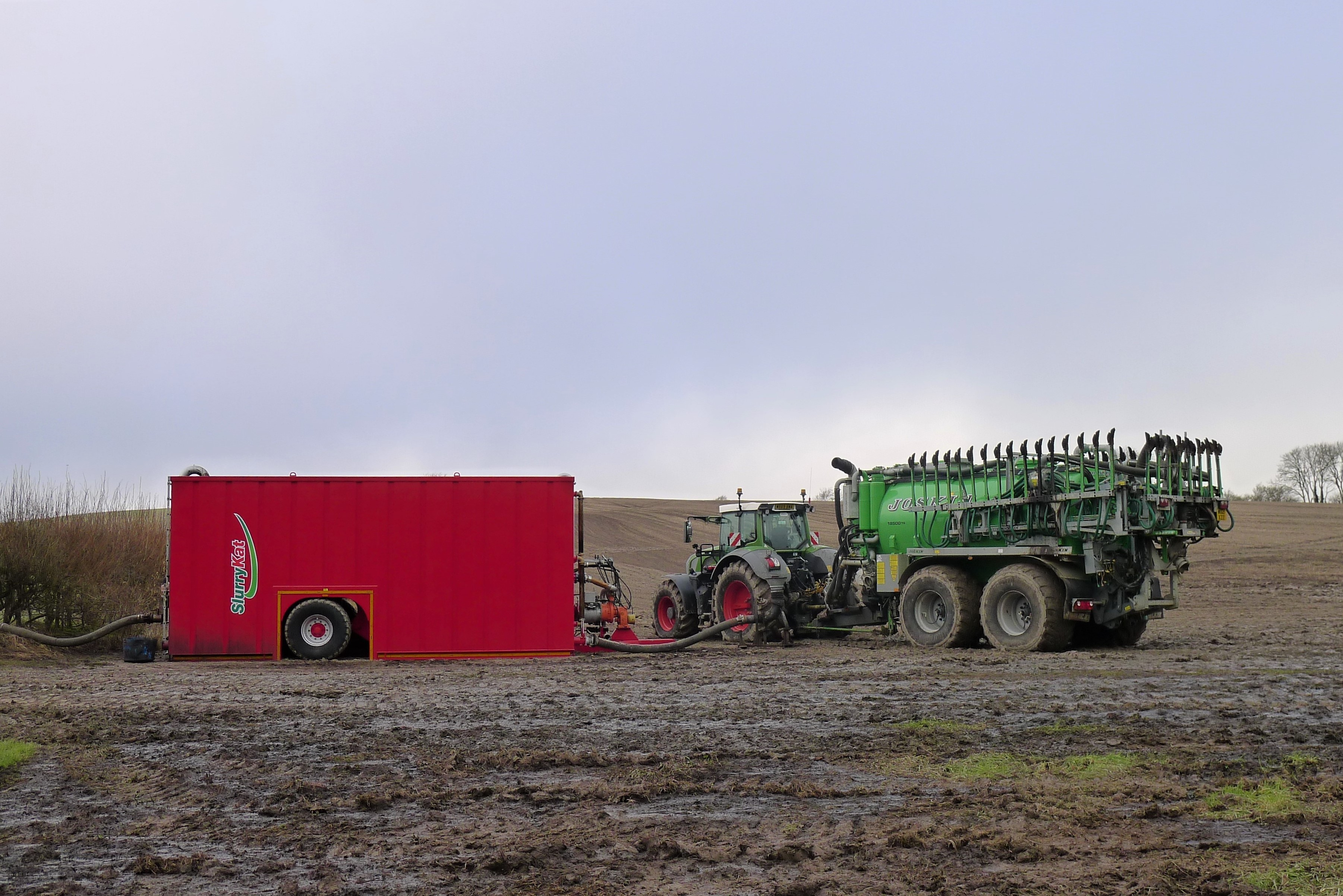
Figuur II: enkelassige mestcontainer voorzien van een mestpomp
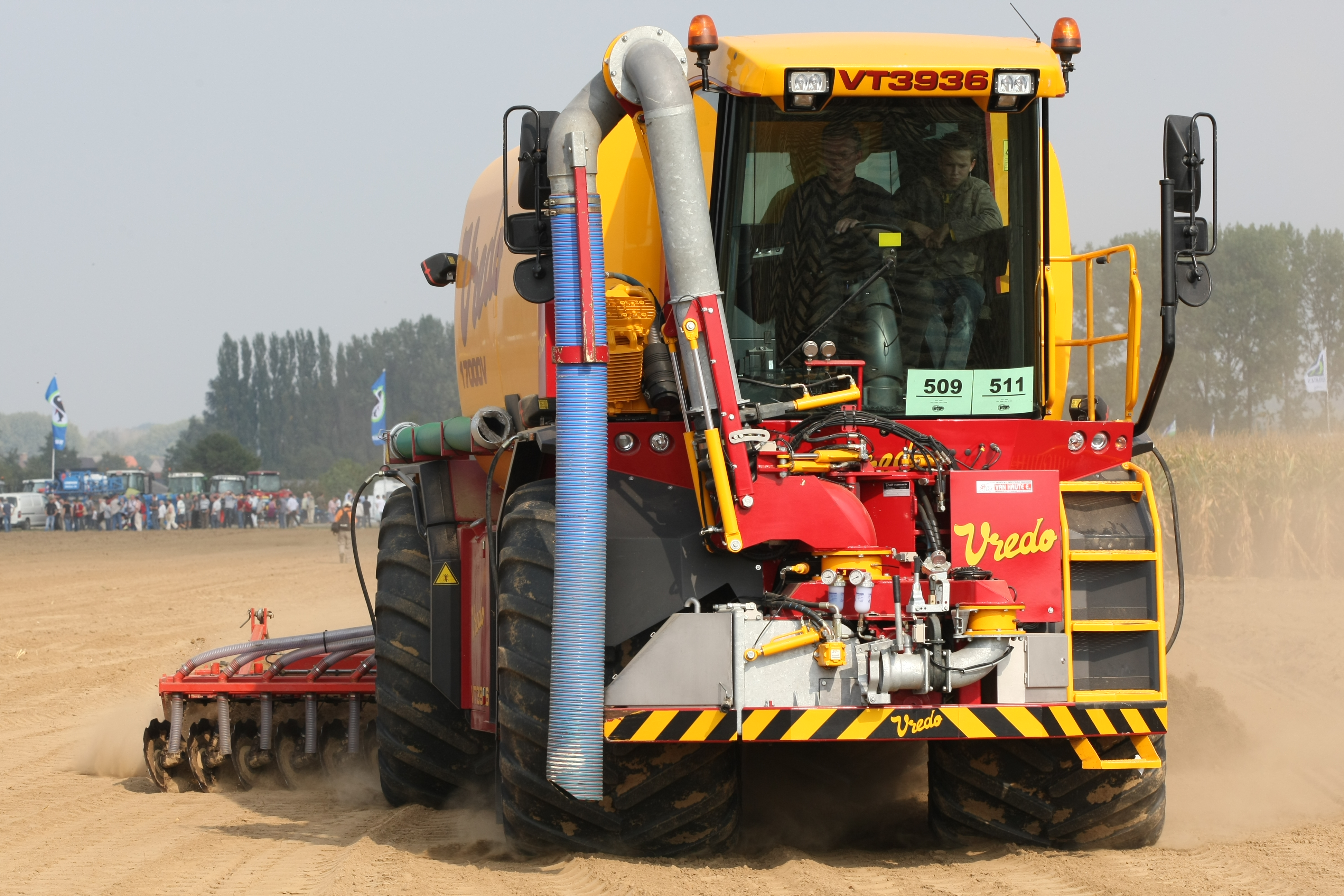
Figuur III: zelfrijdende mesttank met twee assen in hondengang en met achterop een bouwlandbemester met schijven
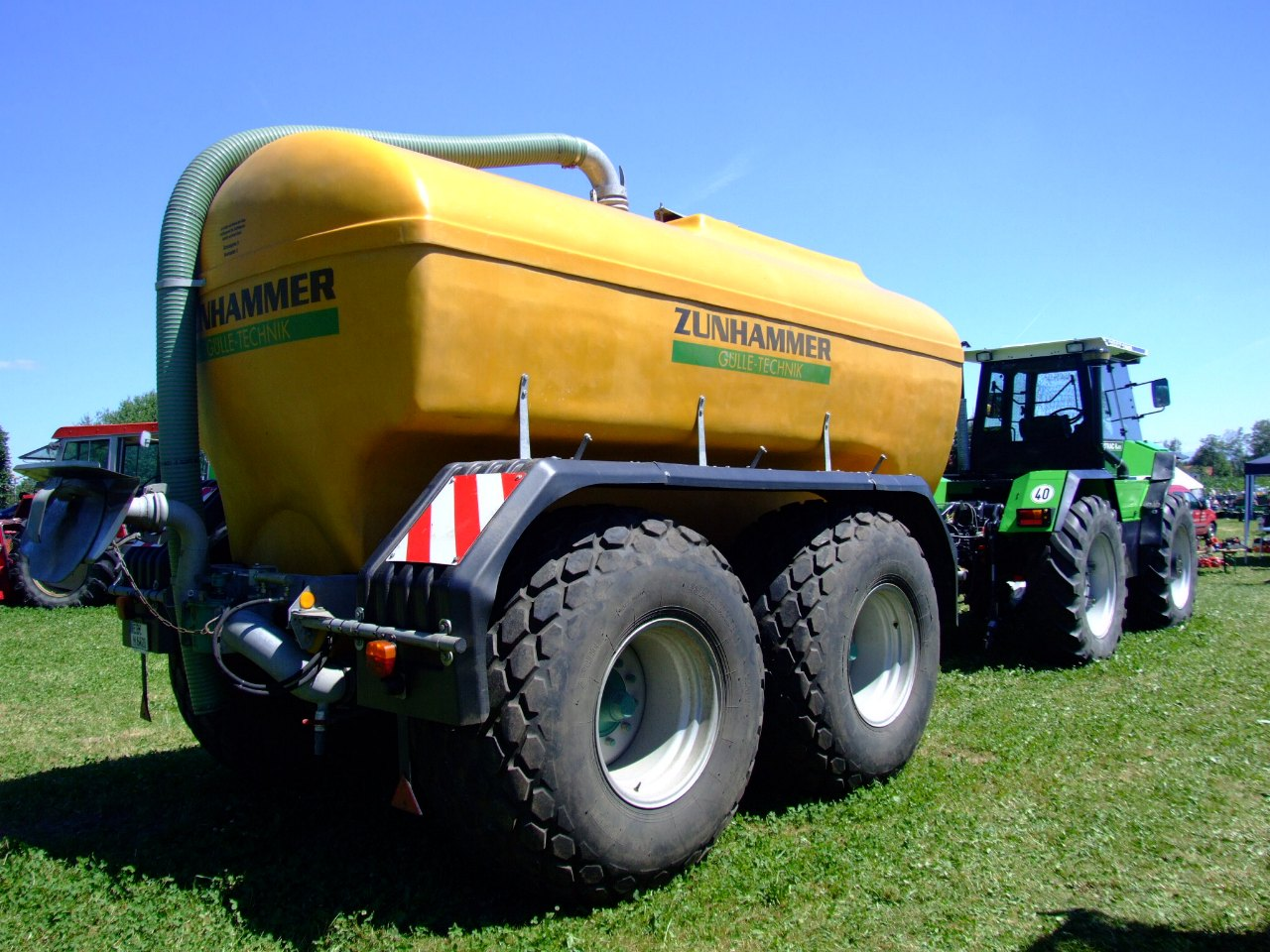
Tandem mesttank met achterop een spreidingsplaat
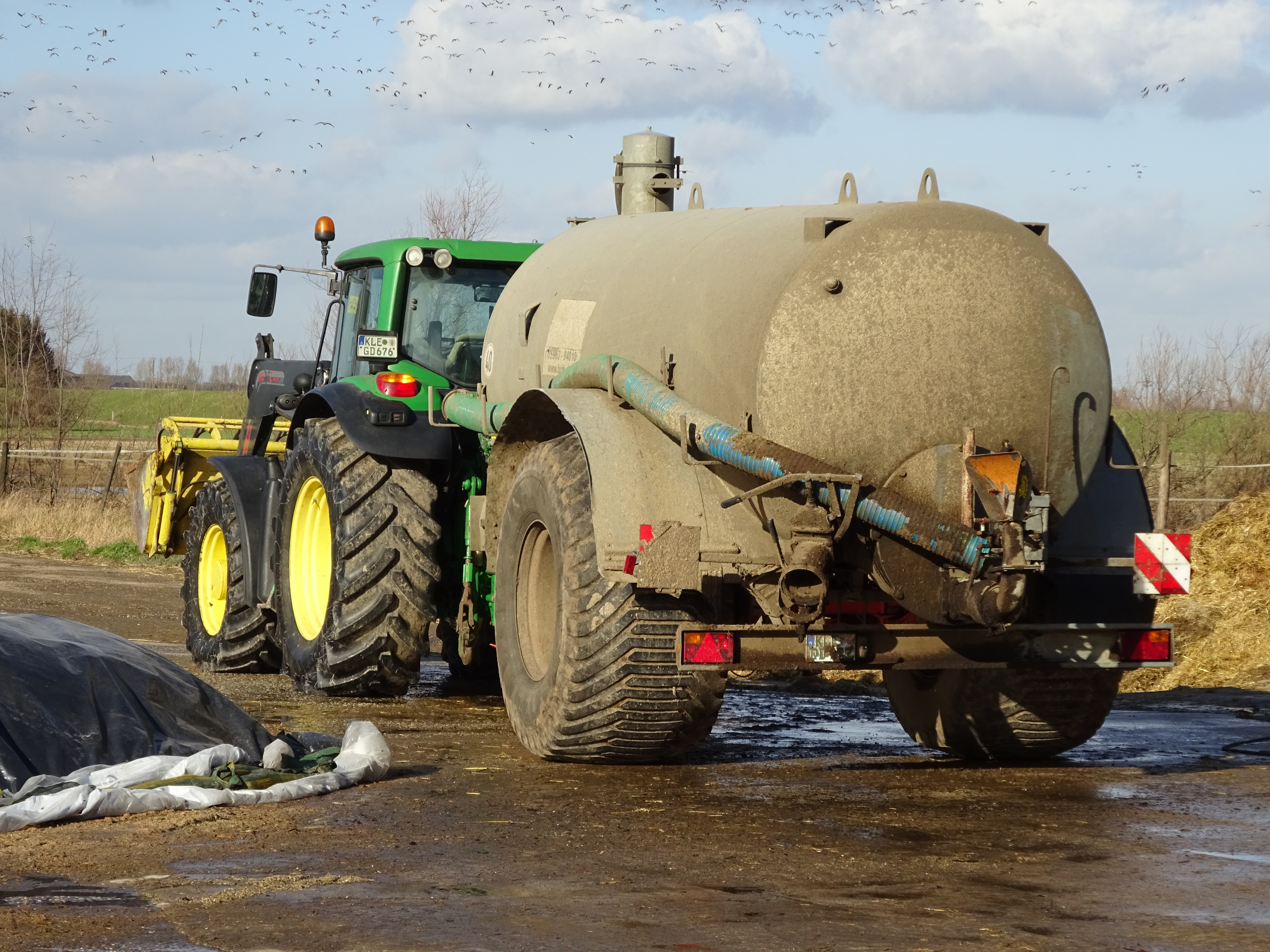
Figuur IV: enkelassige mesttank met achterop een oranje zwenkverdeler
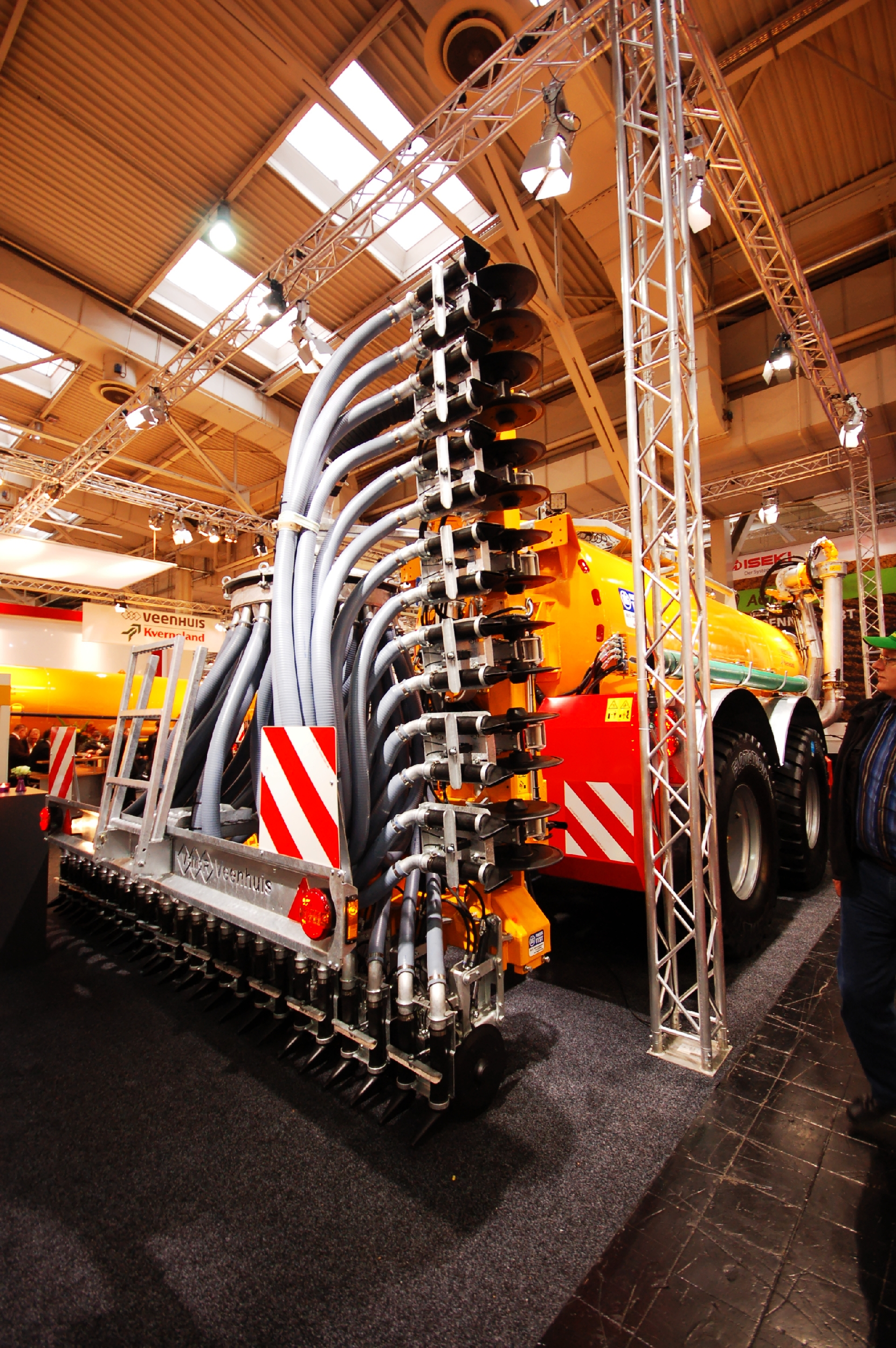
Figuur V: tandem mesttank met zuigarm en achterop een zodebemester zonder kouters
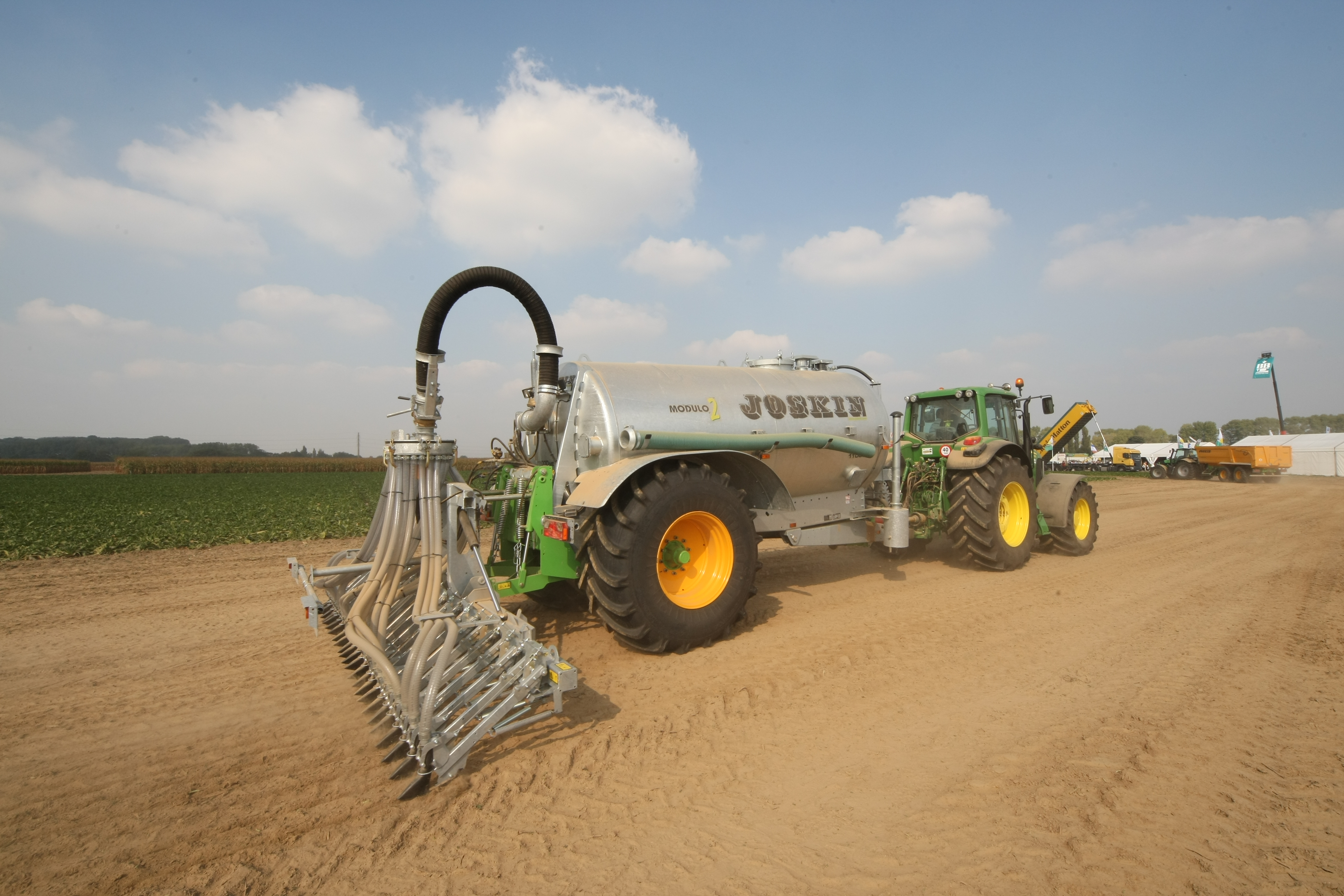
Enkelassige mesttank met achterop een sleufkouterbemester

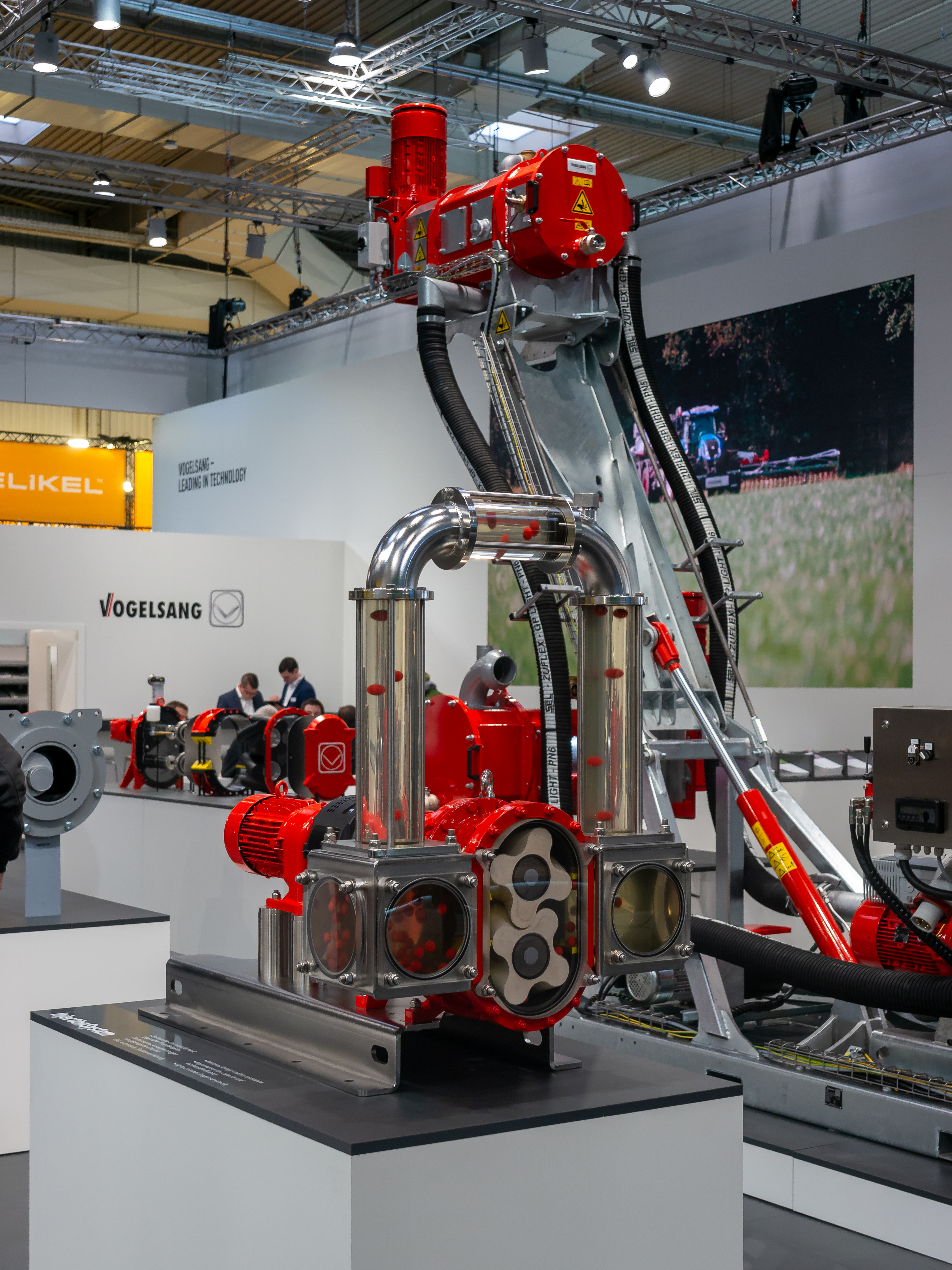
Lobbenpomp voor het verwerken van vloeibare mest

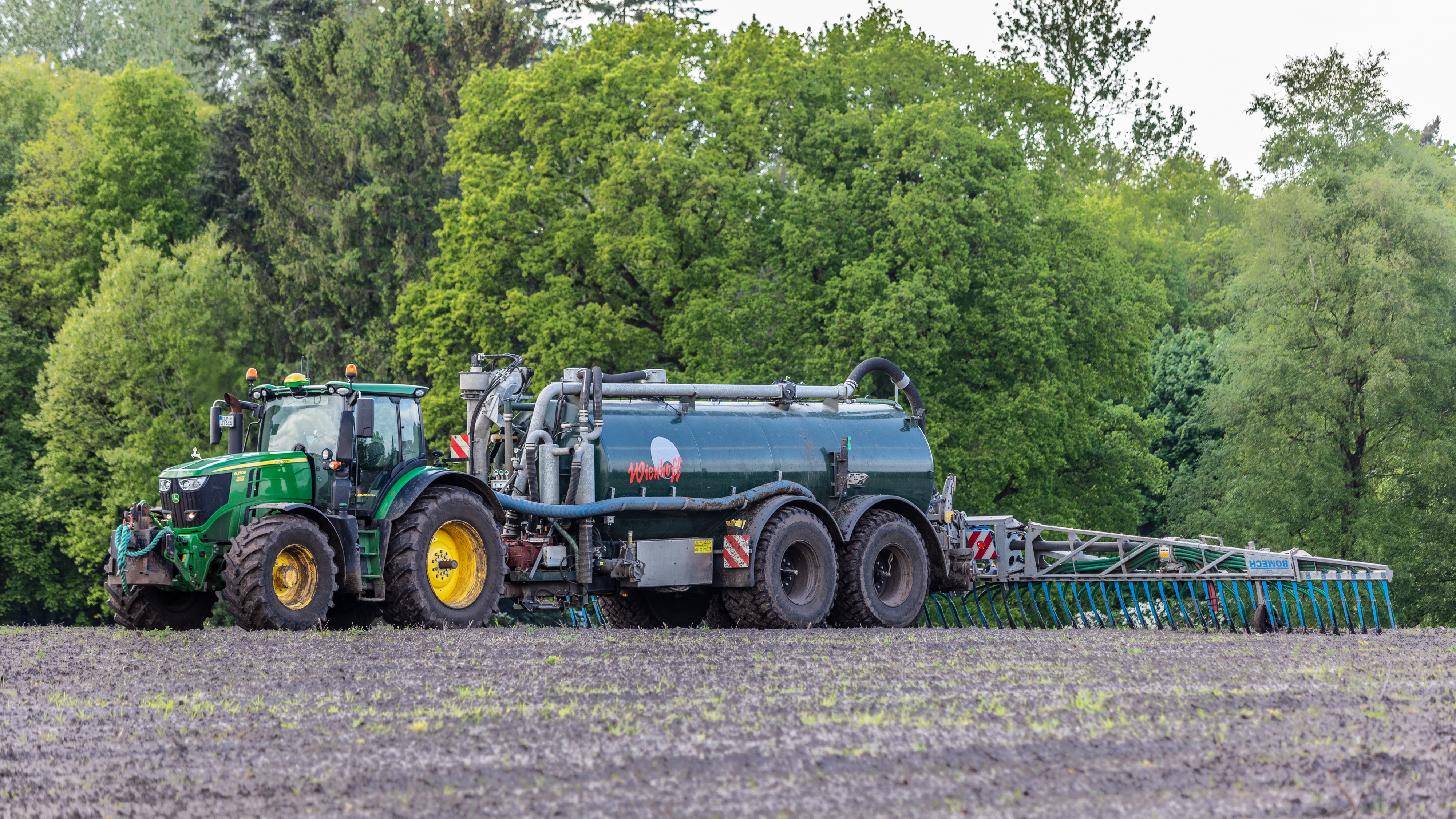
Tandem mesttank met rugzuigarm en achterop een sleufkouterbemester
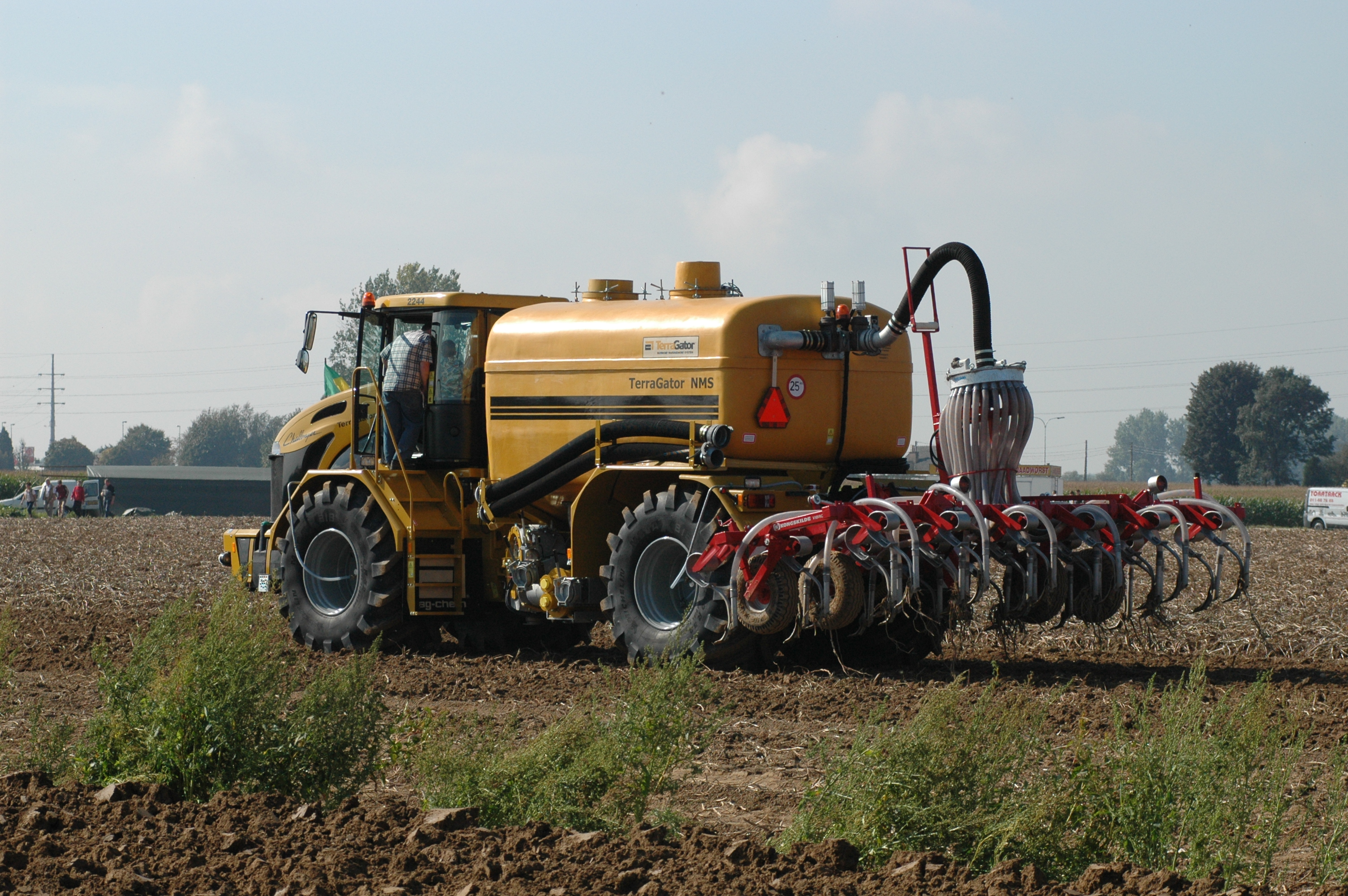
Zelfrijdende mesttank met twee assen met achterop een bouwlandbemester met tanden
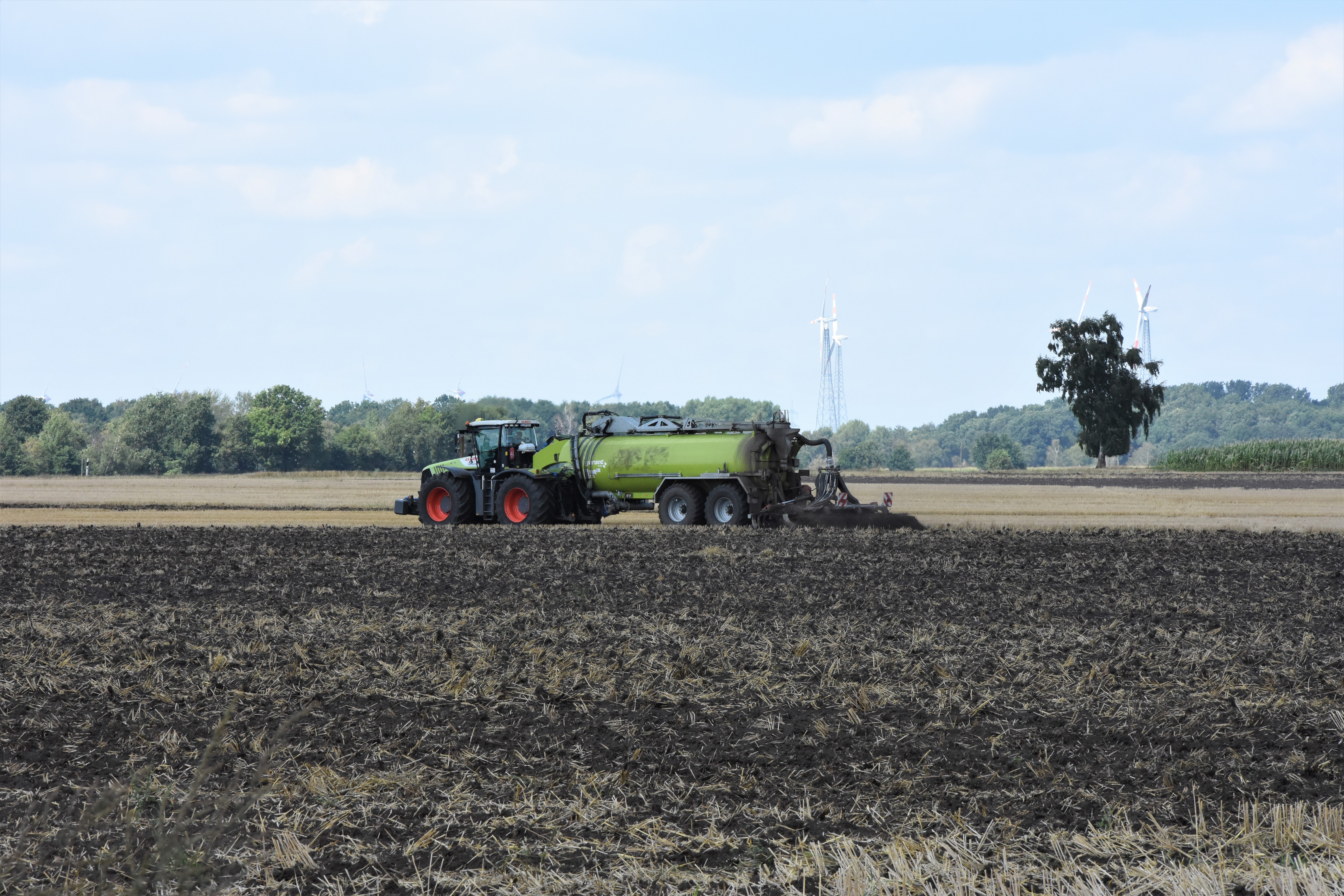
Figuur VI: tandem mestoplegger uitgevoerd met een zwanenhals en rugzuigarm met achterop een bouwlandbemester met schijven